# Menhir Croce di Sant'Antonio
Le menhir Croce di Sant'Antonio (en italien : menhir Croce di Sant’Antonio) est un menhir datant du Néolithique ou de l'Âge du bronze situé près de Muro Leccese, commune de la province de Lecce, dans les Pouilles. Il a aujourd'hui l'aspect d'une colonne.

## Situation
Le monolithe se trouve au centre d'un carrefour, au commencement de la Via Luigi Cadorna qui mène à Sanarica, à la périphérie de Muro Leccese et à proximité de la Strada provinciale 363, qui sépare Muro de Giuggianello.

## Description
Taillé dans le calcaire local, la pierre de Lecce (it), le menhir, longiligne, repose sur un soubassement constitué de trois blocs de pierre et mesure 4,20 m de hauteur ; il a une base quadrangulaire d'environ 0,50 m × 0,35 m.

## Histoire
Après avoir été accidentellement renversé et brisé, le menhir fut restauré et redressé en 1840, et étudié en 1880 par le scientifique italien Cosimo De Giorgi (en).